# معركة عمراني
معركة عمراني كانت صراعًا هنديًا وقع عام 1673 بين سلطنة بيجابور المسلمة وإمبراطورية المراثا الهندوسية غرب بيجابور.

## الخلفية
تم الاستيلاء على بانهالا من شيفاجي في عام 1673 مما أثار انتباه بيجابور. انطلق بوبال خان مع 12000 جندي لوقف هجوم المراثا ووصل إلى عمراني (45 كم غرب بيجابور). علم شيفاجي، الذي كان في بانهالا، بتقدم جيش بيجابور وأرسل بربروتو غوجار [الإنجليزية] وأناندراو [الإنجليزية] بجيش يتراوح عدده بين 10000 و15000 جندي.

## المعركة
وصل جيش المراثا [الإنجليزية] إلى عمراني خلال يومين وقطع إمدادات المياه عن العدو. وفقًا لباساتسلين-س سالاتين، حاصر المراثيون الذين يتراوح عددهم بين 10000 و15000 شخصًا بهولال خان (لا تذكر المصادر الأخرى هذا الحدث).
أما المعركة التي تلت ذلك فقد اقتصرت لبعض الوقت على السهام والأسلحة النارية. كان خان في وضع غير مؤاتٍ للغاية حيث قطع المراثيون إمدادات المياه عنه وبدأت حرارة شهر نيسان تؤثر عليه. عند غروب الشمس، بذل خان جهدًا للخروج. وقد أدى هذا إلى قتال بالأيدي مع المراثيين، حيث قُتل الضابط العادلشاهي محمد برقي وتم أسر فيل.
 وبحسب سجلات جيدهي وديسبند (بالإنجليزية: Jedhe and Despande Chronicle): "في الشهر نفسه (نيسان-آذار)، دارت معركة بين بهالول خان من جهة، وبربروتو غوجار [الإنجليزية] وأناندراو [الإنجليزية] من جهة أخرى. وتحقق النصر قرب بيجابور، وأُسر فيل واحد".
سمح بربروتو غوجار [الإنجليزية] لبهالول خان بالتقاعد لأنه توسل إليه ألا يشعل حربًا ضد المراثيين أبدًا. عندما علم شيفاجي بهذا الأمر، سخر من بربروتو غوجار [الإنجليزية] لأنه عقد السلام مع العدو.

## العواقب
دخل المراثيون إلى هوبلي في 16 نيسان. فجعلوا المدينة والمنازل هدفًا لهم وبدأوا بالنهب. تم جلب الملابس إلى بربروتو غوجار [الإنجليزية]. أثناء النهب، أشعل المراثيون النار عن طريق الخطأ في ورشة عمل، مما أدى إلى انفجار قُتل فيه 20 من المراثيين.
وقد تكبدوا خسائر شملت ألواح النحاس، والرصاص، والورق، والقماش، بالإضافة إلى النقود. وبالإضافة إلى ذلك فقد خسروا 5200 جنديًا.
أثناء النهب، علم المراثيون باقتراب مظفر خان [الإنجليزية] بسلاح الفرسان المكون من 4000 إلى 5000 فارس. فانطلقوا بما حملوا.